# Mobidem
Mobidem, trådlöst radiomodem från början av 1990-talet. Modemet använde ett särskilt radionätverk och kunde ta emot och skicka e-post och liknande meddelanden. Modemet lagrade inkommande meddelanden tills det kopplades till en dator via en RS232-port. Modemet använde normala Hayes AT-kommandon, men särskild programvara för funktionerna på högre nivå. Modemet marknadsfördes av Ericsson, huvudsakligen i USA. Mobidem namnet var ett produktnamn som stod för Mobile-Modem och namnet skapades av en radiokonstruktör i Kista.
Programvaran för att använda modemet fanns tillgänglig för flera operativsystem (DOS, Unix, Microsoft Windows och Mac OS Classic). Radionätverket krävde särskilt abonnemang och konkurrerade med ett par liknande system, alla med sinsemellan inkompatibla radioprotokoll.